# Braxton Bragg
Braxton Bragg (22. března 1817 – 27. září 1876) byl americký armádní důstojník během druhé seminolské války a mexicko-americké války a později konfederační generál během americké občanské války, který sloužil na západním válčišti. Jeho nejdůležitější rolí bylo velení Armádě Mississippi, později přejmenované na Armádu Tennessee, od června 1862 do prosince 1863.
Bragg získal vzdělání ve West Pointu a stal se dělostřeleckým důstojníkem. Sloužil na Floridě a byl třikrát povýšen brevetem za vynikající služby ve mexicko-americké válce, zejména v bitvě u Buena Visty. V roce 1856 odešel z americké armády a stal se majitelem cukrových plantáží v Louisianě. Na začátku občanské války Bragg cvičil vojáky v oblasti pobřeží Mexického zálivu. Velel v bitvě u Shilohu, kde jeho jednotky zahájily několik draze zaplacených a neúspěšných frontálních útoků, ale přesto byl chválen za své chování a statečnost.
V červnu 1862 byl Bragg povýšen na velitele Armády Mississippi (později známé jako Armáda Tennessee). On a pozdější brigádní generál Edmund Kirby Smith se brzy pokusili o invazi do Kentucky, ale Bragg po bitvě u Perryville v říjnu 1862 ustoupil. V prosinci vybojoval u Murfreesboro ve státě Tennessee bitvu o řeku Stones proti Cumberlandské armádě pod vedením generálmajora Williama Rosecransa, která skončila jeho ústupem. Po měsících bez výrazných bojů byl Bragg během tullahomského tažení v červnu 1863 vymanévrován Rosecransem, což mělo za následek ztrátu středního Tennessee ve prospěch Unie. Bragg se stáhl do Chattanoogy, ale v září se stáhl, když Rosecransovy jednotky vstoupily do Georgie. Později téhož měsíce se Braggovi za pomoci sil Konfederace z východního válčiště pod vedením Jamese Longstreeta podařilo Rosecransa porazit v bitvě u Chickamaugy, nejkrvavější bitvě západního válčiště a jediném tamním velkém vítězství Konfederace. Bragg vyhnal Rosecransa zpět do Tennessee, ale byl kritizován za to, že nezajistil efektivní pronásledování. V listopadu byla Braggova armáda poražena generálmajorem Ulyssesem S. Grantem v bojích o Chattanoogu a vytlačena zpět do Georgie. Konfederační prezident Jefferson Davis pak zbavil Bragga velení a odvolal ho do Richmondu, aby sloužil jako jeho hlavní vojenský poradce. Bragg se krátce vrátil na bitevní pole jako velitel sboru těsně před koncem války během carolinského tažení.
Bragg je obecně považován za jednoho z nejhorších generálů občanské války. Většina bitev, do nichž se zapojil, skončila porážkou. Bragg byl velmi neoblíbený jak u mužstva, tak u důstojníků pod svým velením, kteří ho kritizovali za údajné četné chyby včetně špatné strategie na bojišti, prchlivosti a příliš horlivého prosazování disciplíny. Bragg má u historiků obecně špatnou pověst, ačkoli někteří poukazují na selhání Braggových podřízených, zejména Leonidase Polka – blízkého spojence Jeffersona Davise a známého Braggova nepřítele – jako na významnější faktory mnoha porážek Konfederace pod Braggovým velením. Ztráty, které Bragg utrpěl, se uvádějí jako jedna z hlavních příčin konečné porážky Konfederace.